# Греко-римская борьба на летних Олимпийских играх 1964 — до 57 кг
Соревнования по греко-римской борьбе в рамках Олимпийских игр 1964 года в легчайшем весе (до 57 килограммов) прошли в Токио с 16 по 19 октября 1964 года в «Komazawa Gymnasium».
Турнир проводился по системе с начислением штрафных баллов. За чистую победу штрафные баллы не начислялись, за победу по очкам борец получал один штрафной балл, за ничью два штрафных балла, за поражение по очкам три штрафных балла, за чистое поражение — четыре штрафных балла. Борец, набравший шесть штрафных баллов, из турнира выбывал. Трое оставшихся борцов выходили в финал, где проводили встречи между собой. Встречи между финалистами, состоявшиеся в предварительных схватках, шли в зачёт. Схватка по регламенту турнира продолжалась 10 минут с перерывом в одну минуту после пяти минут борьбы. Была отменена обязательная борьба в партере; теперь в партер ставили менее активного борца.
В легчайшем весе боролись 18 участников. Самым молодым участником был 19-летний Цвятко Пашкулев, самым возрастным 30-летний Тортильяно Тумасис. В этой весовой категории конкуренция была между чемпионом мира 1962 года Масамицу Итигути и чемпионом мира 1963 года Яношем Варгой. Они встретились в третьем круге, и Итигути победил, а Варга вообще выбыл из турнира. Турнир сложился таким образом, что финальных встреч не было вообще: единственному борцу сохранявшему после пятого круга право на дальнейшую борьбу Итигути было не с кем бороться, так как все остальные выбыли. В том же пятом круге выбыли советский борец Владлен Тростянский, румын Йон Черня и чех Иржи Швец. Тростянский победил Черню, и стал серебряным призёром. А бронзовый призёр при равенстве штрафных баллов определился по результатам личной встречи третьего круга между Черней и Швецом, где победил румынский борец.

## Призовые места
- Масамицу Итигути (JPN)
- Владлен Тростянский (URS)
- Йон Черня (ROU)

## Первый круг
| Штрафных баллов | Участник 1                | Результат   | Участник 2                 | Штрафных баллов |
| --------------- | ------------------------- | ----------- | -------------------------- | --------------- |
| 1               | Фриц Штанге (EUA)         | По очкам    | Энди Фитч (USA)            | 3               |
| 0               | Масамицу Итигути (JPN)    | Туше (9:56) | Нур Улла Нур (AFG)         | 4               |
| 1               | Мишель Тома (ITA)         | По очкам    | Тортильяно Тумасис (PHI)¹  | 3               |
| 2               | Йон Черня (ROU)           | Ничья       | Янош Варга (HUN)           | 2               |
| 1               | Бернард Книттер (POL)     | По очкам    | Сиаваш Шавизаде (IRI)      | 3               |
| 0               | Иржи Швец (TCH)           | Туше (6:31) | Чан И Хён (KOR)            | 4               |
| 1               | Бишамбар Сингх (IND)      | По очкам    | Мойзес Лопес (MEX)         | 3               |
| 1               | Владлен Тростянский (URS) | По очкам    | Юнвер Бешергиль (TUR)      | 3               |
| 2               | Цвятко Пашкулев (BUL)     | Ничья       | Камель Али Эль-Сайед (EGY) | 2               |

¹ Снялся с соревнований

## Второй круг
| Штрафных баллов | Участник 1                 | Результат   | Участник 2            | Штрафных баллов |
| --------------- | -------------------------- | ----------- | --------------------- | --------------- |
| 4               | Энди Фитч (USA)            | По очкам    | Нур Улла Нур (AFG)    | 7               |
| 1               | Масамицу Итигути (JPN)     | По очкам    | Фриц Штанге (EUA)     | 4               |
| 3               | Янош Варга (HUN)           | По очкам    | Мишель Тома (ITA)     | 4               |
| 3               | Йон Черня (ROU)            | По очкам    | Бернард Книттер (POL) | 4               |
| 0               | Иржи Швец (TCH)            | Туше (1:22) | Сиаваш Шавизаде (IRI) | 7               |
| 3               | Юнвер Бешергиль (TUR)      | Туше (6:17) | Чан И Хён (KOR)       | 8               |
| 2               | Владлен Тростянский (URS)  | По очкам    | Бишамбар Сингх (IND)  | 4               |
| 3               | Камель Али Эль-Сайед (EGY) | По очкам    | Мойзес Лопес (MEX)    | 6               |
| 2               | Цвятко Пашкулев (BUL)      | Пропускал   |                       |                 |

## Третий круг
| Штрафных баллов | Участник 1                 | Результат   | Участник 2            | Штрафных баллов |
| --------------- | -------------------------- | ----------- | --------------------- | --------------- |
| 4               | Фриц Штанге (EUA)          | Туше (9:19) | Мишель Тома (ITA)     | 8               |
| 2               | Масамицу Итигути (JPN)     | По очкам    | Янош Варга (HUN)      | 6               |
| 4               | Йон Черня (ROU)            | По очкам    | Иржи Швец (TCH)       | 3               |
| 3               | Владлен Тростянский (URS)  | По очкам    | Бернард Книттер (POL) | 7               |
| 6               | Энди Фитч (USA)            | Ничья       | Цвятко Пашкулев (BUL) | 4               |
| 4               | Юнвер Бешергиль (TUR)      | По очкам    | Бишамбар Сингх (IND)  | 7               |
| 3               | Камель Али Эль-Сайед (EGY) | Пропускал   |                       |                 |

## Четвёртый круг
| Штрафных баллов | Участник 1                | Результат | Участник 2                 | Штрафных баллов |
| --------------- | ------------------------- | --------- | -------------------------- | --------------- |
| 6               | Фриц Штанге (EUA)         | Ничья     | Камель Али Эль-Сайед (EGY) | 5               |
| 3               | Масамицу Итигути (JPN)    | По очкам  | Цвятко Пашкулев (BUL)      | 7               |
| 5               | Йон Черня (ROU)           | По очкам  | Юнвер Бешергиль (TUR)      | 7               |
| 5               | Владлен Тростянский (URS) | Ничья     | Иржи Швец (TCH)            | 5               |

## Пятый круг
| Штрафных баллов | Участник 1                | Результат | Участник 2      | Штрафных баллов |
| --------------- | ------------------------- | --------- | --------------- | --------------- |
| 4               | Масамицу Итигути (JPN)    | По очкам  | Иржи Швец (TCH) | 8               |
| 6               | Владлен Тростянский (URS) | По очкам  | Йон Черня (ROU) | 8               |